# اچ‌ام‌سی‌اس ماگوگ (کی۶۷۳)
اچ‌ام‌سی‌اس ماگوگ (کی۶۷۳) (به انگلیسی: HMCS Magog (K673)) یک کشتی بود که طول آن ۲۸۳ فوت (۸۶٫۲۶ متر) بود. این کشتی در سال ۱۹۴۳ ساخته شد.